# Vändra
Vändra (äldre tyska och svenska: Fennern) är en köping (estniska: alev) som utgör en egen kommun (köpingskommun, estniska: alevvald) i Estland. Orten ligger i landskapet Pärnumaa, i den centrala delen av landet, 90 km söder om huvudstaden Tallinn. Genom orten rinner ån Vändra jõgi. Köpingskommunen Vändra är omgärdad av landskommunen Vändra. 
Trakten ingår i den hemiboreala klimatzonen. Årsmedeltemperaturen i trakten är 3 °C. Den varmaste månaden är juli, då medeltemperaturen är 18 °C, och den kallaste är januari, med −12 °C.